# Новознаменский (Краснодар)
Новознаменский — жилой район (микрорайон) в составе Карасунского внутригородского округа города Краснодара.
Жилой район Новознаменский, расположенный на территории Карасунского внутригородского округа города Краснодара, граничит на севере с территорией пос. Знаменского и ДНТ «Новознаменский», на юге с мкр. Комсомольский, на востоке федеральная трасса «М4 — Дон» отделяет район от пос. Знаменского.

## История создания
Решением исполкома Краснодарского краевого совета от 28.03.1977 года № 205 «О частичных изменениях в административно-территориальном делении края», посёлок первого отделения опытно-производственного хозяйства «Рассвет» был зарегистрирован как вновь возникший населенный пункт на территории городского Совета и наименован как посёлок Знаменский.
Территория Новознаменского начала застраиваться частными домами в начале 1990-х годов, однако индивидуальное жилищное строительство ведётся до сих пор. 
Решением городской Думы Краснодара от 22.09.2011 года в границах улиц Богатырской, Войсковой, Сечевой и Восточного обхода к западу от посёлка Знаменский был образован жилой район, официально наименованный Новознаменским. 

## Транспорт
Регулярное транспортное сообщение осуществляется автобусным маршрутом № 89 "ж\р Новознаменский — ТРК «СБС». Внутри микрорайона действует автобусный маршрут №19 "ЖК Сосновый Бор - ул. Благовещенская".

## Население
На 1 декабря 2017 года в ж\р Новознаменский проживало 7088 человек. Количество частных домовладений на территории поселка составляет 2287 объектов ИЖС. В связи с застройкой жилого района его численность населения по оценке 2018 года планируется удвоить до 13,5 тысяч человек

## Предприятия и организации
На территории жилого района Новознаменский работает территориальный центр по работе с населением. Действуют 8 органов ТОС. Также на территории ж\р расположены 2 УИК № 21-78, № 21-69.
Несмотря на большую численность населения, на территории жилого района острая нехватка объектов социальной инфраструктуры. Тем не менее, на территории района функционирует спорткомплекс «Новознаменский», а также ведётся строительство начальной школы на 300 мест. В ЖК Сосновый Бор открыта школа на 1550 мест и детский сад на 300 мест. Присутствует отделение Почты России №350902.
Ближайшие объекты социальной сферы расположены в посёлке Знаменский (отделение почты, детский сад, участковый пункт полиции), в посёлке Лорис (школа, детский сад), в микрорайоне Комсомольский (школы, детские сады). Взрослое и детское население поселков обслуживается в МБУЗ городской поликлинике № 17 (г. Краснодар, ул. Симферопольская, 16) и детской городской поликлинике № 7 (г. Краснодар, ул. Симферопольская, 44). В декабре 2018 года был открыт кабинет врача общей практики.